# L'orfanella dell'assassinato
L'orfanella dell'assassinato è un cortometraggio muto del 1908 diretto da Mario Caserini.

## Distribuzione
- Austria: come "Das Kind des Ermordeten"
- Francia: dicembre 1908, come "L'orpheline de l'assassiné"
- Italia: 1908
- Regno Unito: gennaio 1909, come "The Orphan and the Murderer"